# Christian Frederik Hambro
Christian Frederik Hambro, född 1823 i Bergen, död 1873 i Newcastle, var en norsk jurist och diplomat, far till domaren Edward Isak Hambro.
Hambro blev juris kandidat 1851 och innehade olika departementala anställningar, tills han 1871 utnämndes till vicekonsul i Newcastle. Han utgav Det norske consulatvæsen tilligemed de for svenske consuler givne anordningers vigtigste indhold (1859) och Den privata sjörätten enligt svensk lagstiftning (2 delar, 1870, Stockholm; 2:a upplagan 1881).